# 한국문화협회
한국문화협회는 민족문화창달을 위한 전통문화연구와 정부시책에 부응하는 공원묘원의 운영하기 위하여 1956년 6월 4일 설립된 문화체육관광부 소관의 재단법인이다. 사무실은 서울특별시 중구 무교동 1 효령빌딩 1403호에 있다.

## 주요 사업
- 민족문화연구 보존사업
- 도서출판
- 공원묘원 운영 및 위탁관리사업